# Homiliae XL in Evangelia
Le Omelie sui Vangeli (lat. Homiliae XL in Evangelia) sono una raccolta di prediche tenute davanti ai fedeli nelle diverse sedi della Chiesa romana nell’anno liturgico 590/91, alcune fino all’anno 593.
Si tratta di 40 omelie scritte anche queste, come le Homiliae in Hiezechihelem profetam, sulle schede tachigrafiche sulla base del dettato di Gregorio, ma alcune di loro furono pronunciate da Gregorio stesso, altre da un segretario. Furono raccolte secondo l'ordine cronologico in cui vennero pronunciate e furono divise in due libri. La prefazione epistolare indirizzata a Secondino, vescovo di Taormina, che fu anche destinatario dell'opera, ci informa delle circostanze della stesura dell'opera e anche di una prima edizione delle omelie fatta dai membri della confraternita, ma mai autorizzata dal papa. La revisione e redazione ufficiale venne fatta da Gregorio nel 594 quando fu dedicata e inviata al suo vero destinatario.

## La composizione e la struttura dell'opera
L’esistenza delle due versioni, quella non autorizzata e quella autorizzata da Gregorio, lasciò tracce anche nella tradizione manoscritta più alta il che ha creato alcuni problemi agli studiosi che se ne occupano finché non si è giunti alla conclusione che probabilmente lo stadio particolare di prima revisione gregoriana (che tra l’altro esiste solo del I. libro delle Om.) è da identificare appunto con la versione pirata del testo in quanto il testo del primo libro, scritto dai segretari sulla base del dettato di Gregorio, fu presente nello scrinium (papale) e fu la versione in pulito e quindi più facile da mettere in circolazione. Il secondo libro si trovava ancora nell’archivium in una forma stenografata e di conseguenza non immediatamente divulgabile. Quello che influisce ulteriormente sulla tradizione dei mss. è il fatto che Secondino di Taormina si procurò un’edizione “pirata” delle Omelie già prima che gliele avesse mandate Gregorio. Quando venne in possesso anche della redazione autorizzata nacque un ibrido che porta alcune lezioni di prima redazione e alcune di seconda. Le differenze tra le due versioni sono abbastanza facilmente identificabili con l’aiuto del Liber testimoniorum di Paterio, che riporta in questo caso solo la lezione gregoriana.

## Contenuto
L’inizio dell’opera è connesso all’occasione della sua creazione, l’Avvento. La prima Omelia commentando Luca 21 ribadisce l’importanza dell’attesa del Signore e il pensiero dell’incontro con il giudice. Queste due sono le sintesi di tutte le attese che ci dovrebbero insegnare a staccarci dalle cose terrestri, perdere il fascino delle cose che passano e introdurci in santità di vita. È un evento liturgico in cui si pronunciano le Omelie che invita i fedeli ad essere partecipi del mistero divino al quale nella liturgia si arriva con rinnovata vita. Un’altra occasione molto importante che diede luogo a una delle Omelie è la Pasqua, per cui il papa avvertiva l’uditorio di riflettere sulle scelte della propria condotta. Oltre che per le feste, il momento giusto per predicare erano anche i giorni dei santi e martiri, testimoni dei sacrifici compiuti ai tempi delle persecuzioni, ma, secondo Gregorio, i sacrifici erano ancora possibili anche nei tempi contemporanei, quando ormai le persecuzioni erano cessate. Se si sopporta qualunque ingiustizia, come per esempio quando si ama chi ci odia, si realizza un martirio, ma vissuto nell’intimo dello spirito (Hom. Ev. II.) Un altro tema che si poteva notare già nelle Omelie su Ezechiele è la nozione della storia percepita nel suo finire, nella sua ultima fase, quando lo scontro tra il bene e il male è il più forte. Partendo da questa percezione che si basa sulla teoria del mysterium iniquitatis, Gregorio sollecita i fedeli di applicarsi nel fare del bene attraverso consigli evangelici, perché è l’unico modo in cui in un mondo pieno di guerre, sofferenze e morte possa prevalere il bene.

## Fonti e fortuna
È difficile precisare le fonti di Gregorio, dato che molto spesso si parla di concetti generali, che non possono essere rintracciati con sicurezza in un autore precedente. Della tradizione patristica è comunque da notare l’influenza di Agostino, che Gregorio seguiva nei suoi commenti ai Vangeli, anche se Agostino a volte preferiva l’esegesi spirituale.
Da notare è anche la decisione stilistica cosciente di Gregorio di predicare secondo uniuscuiusque qualitatem (divina eloqui dispensare) il che vuol dire che lo scopo generale non è apparire il più intellettuale possibile, ma adattare lo stile delle omelie secondo il pubblico, così che la parola di Dio fosse più accessibile.
Le Omelie sui Vangeli ebbero un grande successo nella storia essendo anzitutto un testo liturgico di uso “quotidiano” che fu copiato in centinaia dei manoscritti che rende difficile, se non impossibile, seguire lo sviluppo della storia testuale di quest’opera. Della grande importanza che il testo aveva in tutti i tempi è testimone la versione delle Omelie che a Paolo Diacono affidò Carlo Magno, quando la tradizione manoscritta era già piena di contaminazioni.

## Edizioni di riferimento
- Gregori Magni Homiliae in Evangelia, ed. R. Étaix, Tunrhout 1999 (CCSL CXLI)
- Gregorii I papae Opera omnia, cur. D. de Sainte-Marthe, Parigi 1705
- Sancti Gregorii Magni Romani Pontificis XL Homiliarum in evangelia Libri duo, ed. H. Hurter, Innsbruck 1892 (Sanctorum Patrum opera selecta, II ser., 6)